# Arrondissement Dinant
Het arrondissement Dinant is een van de drie arrondissementen van de provincie Namen. Het arrondissement heeft een oppervlakte van 1.596,21 km² en telde 113.374 inwoners op 1 januari 2025.
Het arrondissement is zowel een bestuurlijk als een gerechtelijk arrondissement. Gerechtelijk behoren ook de gemeenten uit het arrondissement Philippeville tot het arrondissement.

## Geschiedenis
Het arrondissement Dinant ontstond in 1800 als tweede arrondissement in het departement Samber en Maas. Het bestond oorspronkelijk uit de kantons Beauraing, Ciney, Dinant, Florennes en Walcourt.
In 1814 werd het Eerste Vredesverdrag van Parijs gesloten en hierdoor verhuisden de kantons Beauraing, Florennes en Walcourt naar het Franse arrondissement Rocroi. Het jaar nadien werd het Tweede Vredesverdrag van Parijs gesloten en kwam het kanton Beauraing terug naar het arrondissement Dinant van de Nederlandse provincie Namen. De kantons Florennes en Walcourt zouden echter niet terugkeren en gingen het nieuwe arrondissement Philippeville vormen. Ook het kanton Gedinne werd aangehecht van het arrondissement Rocroi.
In 1818 werden de kantons Havelange en Rochefort van het arrondissement Marche-en-Famenne aangehecht.
In 1977 werden de toenmalige opgeheven gemeenten Ambly en Fronville afgestaan aan het arrondissement Marche-en-Famenne. Verder werden tussen de arrondissementen nog gebiedsdelen uitgewisseld. Van het arrondissement Philippeville werden Agimont, Anthée, Hermeton-sur-Meuse en Servile aangehecht. Aan het arrondissement Namen werd Rivière afgestaan en van datzelfde arrondissement werden Denée en Sosoye aangehecht. Aan het arrondissement Neufchâteau werden Bure en Resteigne afgestaan en van datzelfde arrondissement werd Sugny en een deel van Tellin aangehecht.

## Gemeenten en deelgemeenten
Gemeenten:
| - Anhée - Beauraing (stad) - Bièvre - Ciney (stad) - Dinant (stad) - Gedinne - Hamois - Hastière |

| - Havelange - Houyet - Onhaye - Rochefort (stad) - Somme-Leuze - Vresse-sur-Semois - Yvoir |

Deelgemeenten:
| - Achêne - Achet - Agimont - Alle - Anhée - Annevoie-Rouillon - Anseremme - Anthée - Ave-et-Auffe - Bagimont - Baillamont - Baillonville - Baronville - Barvaux-Condroz - Beauraing - Bellefontaine - Bièvre - Bioul - Blaimont - Bohan - Bonsin - Bourseigne-Neuve - Bourseigne-Vieille - Bouvignes-sur-Meuse - Braibant - Buissonville - Celles - Chairière - Chevetogne - Ciergnon - Ciney - Conneux - Cornimont - Custinne - Denée - Dion - Dinant |

| - Dorinne - Dréhance - Durnal - Emptinne - Éprave - Évrehailles - Falaën - Falmagne - Falmignoul - Felenne - Feschaux - Finnevaux - Flostoy - Focant - Foy-Notre-Dame - Froidfontaine - Furfooz - Gedinne - Gerin - Godinne - Graide - Gros-Fays - Hamois - Han-sur-Lesse - Hastière-Lavaux - Hastière-par-delà - Haut-le-Wastia - Havelange - Heer - Hermeton-sur-Meuse - Heure - Hogne - Honnay - Houdremont - Hour - Houx |

| - Houyet - Hulsonniaux - Javingue - Jemelle - Jeneffe - Laforêt - Lavaux-Sainte-Anne - Leignon - Lessive - Lisogne - Louette-Saint-Denis - Louette-Saint-Pierre - Maffe - Malvoisin - Martouzin-Neuville - Méan - Membre - Mesnil-Église - Mesnil-Saint-Blaise - Miécret - Mohiville - Monceau-en-Ardenne - Mont - Mont-Gauthier - Mouzaive - Nafraiture - Naomé - Natoye - Nettinne - Noiseux - Oizy - Onhaye - Orchimont - Patignies - Pessoux - Petit-Fays |

| - Pondrôme - Porcheresse - Purnode - Pussemange - Rienne - Rochefort - Sart-Custinne - Schaltin - Scy - Serinchamps - Serville - Sinsin - Somme-Leuze - Sommière - Sorinnes - Sosoye - Sovet - Spontin - Sugny - Thynes - Vencimont - Verlée - Villers-sur-Lesse - Vonêche - Vresse - Wancennes - Waillet - Wanlin - Warnant - Waulsort - Wavreille - Weillen - Wiesme - Willerzie - Winenne - Yvoir |

## Demografische evolutie
- Bron:NIS - Opm:1806 t/m 1980=volkstellingen; vanaf 1990= inwoneraantal per 1 januari

| Inwoners van jaar tot jaar op 1 januari 1992 tot heden | Inwoners van jaar tot jaar op 1 januari 1992 tot heden | Inwoners van jaar tot jaar op 1 januari 1992 tot heden |
| Jaar                                                   | Aantal                                                 | Evolutie: 1992=index 100                               |
| ------------------------------------------------------ | ------------------------------------------------------ | ------------------------------------------------------ |
| 1992                                                   | 94.482                                                 | 100,0                                                  |
| 1993                                                   | 95.349                                                 | 100,9                                                  |
| 1994                                                   | 96.199                                                 | 101,8                                                  |
| 1995                                                   | 96.905                                                 | 102,6                                                  |
| 1996                                                   | 97.277                                                 | 103,0                                                  |
| 1997                                                   | 97.890                                                 | 103,6                                                  |
| 1998                                                   | 98.322                                                 | 104,1                                                  |
| 1999                                                   | 99.100                                                 | 104,9                                                  |
| 2000                                                   | 99.683                                                 | 105,5                                                  |
| 2001                                                   | 100.298                                                | 106,2                                                  |
| 2002                                                   | 100.719                                                | 106,6                                                  |
| 2003                                                   | 101.295                                                | 107,2                                                  |
| 2004                                                   | 101.705                                                | 107,6                                                  |
| 2005                                                   | 102.570                                                | 108,6                                                  |
| 2006                                                   | 103.118                                                | 109,1                                                  |
| 2007                                                   | 104.017                                                | 110,1                                                  |
| 2008                                                   | 104.694                                                | 110,8                                                  |
| 2009                                                   | 105.378                                                | 111,5                                                  |
| 2010                                                   | 105.998                                                | 112,2                                                  |
| 2011                                                   | 107.099                                                | 113,4                                                  |
| 2012                                                   | 107.593                                                | 113,9                                                  |
| 2013                                                   | 108.085                                                | 114,4                                                  |
| 2014                                                   | 108.460                                                | 114,8                                                  |
| 2015                                                   | 108.941                                                | 115,3                                                  |
| 2016                                                   | 109.755                                                | 116,2                                                  |
| 2017                                                   | 110.335                                                | 116,8                                                  |
| 2018                                                   | 110.610                                                | 117,1                                                  |
| 2019                                                   | 111.008                                                | 117,5                                                  |
| 2020                                                   | 111.286                                                | 117,8                                                  |
| 2021                                                   | 111.812                                                | 118,3                                                  |
| 2022                                                   | 112.383                                                | 118,9                                                  |
| 2023                                                   | 112.990                                                | 119,6                                                  |
| 2024                                                   | 113.173                                                | 119,8                                                  |
| 2025                                                   | 113.374                                                | 120,0                                                  |

Aalst · Aarlen · Aat · Antwerpen · Bastenaken · Bergen · Borgworm · Brugge · Brussel-Hoofdstad · Charleroi · Dendermonde · Diksmuide · Dinant · Doornik-Moeskroen · Eeklo · Gent · Halle-Vilvoorde · Hasselt · Hoei · Ieper · Kortrijk · La Louvière · Leuven · Luik · Maaseik · Marche-en-Famenne · Mechelen · Namen · Neufchâteau · Nijvel · Oostende · Oudenaarde · Philippeville · Roeselare · Sint-Niklaas · Thuin · Tielt · Tongeren · Turnhout · Verviers · Veurne · Virton · Zinnik